# Kormidelní kolo

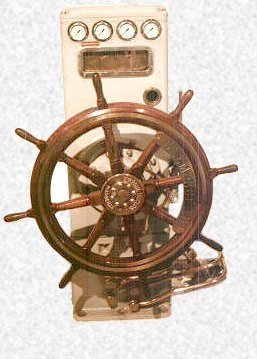
Kormidelní kolo lodi Clémenceau

Převod z kormidelního kola na kormidlo (pohled zepředu a shora)

Kormidelní kolo je zařízení, sloužící k ovládání kormidla lodi. Bylo vynalezeno okolo roku 1705 a rychle vytlačilo dříve používanou kormidelní tyč. V mnoha případech se užívá dodnes.

## Popis
Tvar kormidelního kola se ustálil na loukoťovém kole s mnoha rukojeťmi. S kolem je pevně spojen buben, opásaný lanem tak, aby se při otáčení lano na jedné straně navíjelo a na druhé odvíjelo. Konce lana jsou připevněny k ovládací páce kormidla. Toto uspořádání umožnilo umístit stanoviště kormidelníka na místo s nejlepším výhledem. Díky velkému převodu umožňuje kormidelní kolo ovládání i velmi rozměrného kormidla.
V současnosti kormidelní kolo velkých lodí obvykle ovládá hydraulický nebo elektrický obvod, hydraulický nebo elektrický pohon pak podle jeho signálů pohybuje kormidlem. Na velkých lodích je kormidelní kolo často umístěno v samostatné místnosti zvané kormidelna umístěné na lodním můstku. Kormidelní kolo obsluhuje vycvičená obsluha (námořník) zvaný kormidelník.